# Медвеђи кенгур пењач
Медвеђи кенгур пењач (лат. Dendrolagus ursinus) је врста сисара из реда Diprotodontia и породице кенгури и валабији (Macropodidae). 

## Распрострањење
Врста има станиште у индонежанској покрајини Западној Папуи.

## Станиште
Станиште врсте су шуме. Врста је по висини распрострањена од 1.000 до 2.500 метара надморске висине. Врста је присутна на подручју острва Нова Гвинеја.

## Угроженост
Ова врста се сматра рањивом у погледу угрожености врсте од изумирања.